# 염보라
염보라는 대한민국의 배우이다. 연극 무대에서 활동하였으며, 2010년 개봉한 《조금만 더 가까이》를 통해 스크린에 데뷔하였다.

## 출연 작품

### 영화
- 조금만 더 가까이 (2010년) - 세연 역

### 연극
- 하녀들 (2006년)
- 광수생각 (2009년) - 현수, 간호사, 선생님 역
- 그남자 그여자 순수편 (2010년) - 김현지 역